# Catania (pokrajina)
Pokrajina Catania (talijanski: Provincia di Catania, sicilijanski: Pruvincia di Catania) je jedna od devet pokrajine u talijanskoj regiji Siciliji. Glavni i najvažniji grad pokrajine je Catania. 
Pokrajina se nalazi na istočnoj obali otoka na Jonskom moru. Na sjeveru graniči s pokrajinom Messinom, na zapadu s pokrajinom Ennom, na jugozapadu s pokrajinom Caltanissettom, na jugu s pokrajinom Ragusom i na jugozapadu s pokrajinom Sirakuzom. Sjeverno od Catanije nalazi se vulkan Etna.
Pokrajina se sastoji od 58 općina. S gustoćom stanovništva od 302 stan./km² ovo je najgušće naseljena pokrajina na Siciliji.
Glavni grad Catania je zajedno s gradovima Caltagirone i Militello in Val di Catania jedan od baroknih gradova Val di Nota, koji se nalaze na UNESCO-ovom popisu svjetske baštine.

## Najveće općine
(stanje: 30. lipnja 2005.)
| Općina                | Broj stanovnika |
| --------------------- | --------------- |
| Catania               | 305.717         |
| Acireale              | 52.394          |
| Paternò               | 49.006          |
| Misterbianco          | 46.251          |
| Caltagirone           | 39.299          |
| Adrano                | 35.779          |
| Gravina di Catania    | 28.018          |
| Aci Catena            | 27.992          |
| Giarre                | 26.821          |
| Mascalucia            | 26.284          |
| Biancavilla           | 23.308          |
| Belpasso              | 22.032          |
| Tremestieri Etneo     | 21.362          |
| San Giovanni la Punta | 20.526          |
| Bronte                | 19.147          |
| Aci Castello          | 18.084          |
| Scordia               | 17.168          |
| Aci Sant’Antonio      | 16.796          |
| Palagonia             | 16.393          |